# Grand Prix Singapuru 2016
Grand Prix Singapuru 2016 – piętnasta eliminacja sezonu 2016 Mistrzostw Świata Formuły 1.
Wyścig po starcie z pole position wygrał Nico Rosberg (Mercedes)

## Lista startowa
Źródło: Wyprzedź Mnie!
| Nr | Kierowca          | Zespół                        | Samochód               | Silnik                         | Opony |
| -- | ----------------- | ----------------------------- | ---------------------- | ------------------------------ | ----- |
| 3  | Daniel Ricciardo  | Red Bull Racing               | Red Bull RB12          | TAG Heuer 1.6T V6              | P     |
| 5  | Sebastian Vettel  | Scuderia Ferrari              | Ferrari SF16-H         | Ferrari 059/5 1.6T V6          | P     |
| 6  | Nico Rosberg      | Mercedes AMG Petronas F1 Team | Mercedes F1 W07 Hybrid | Mercedes PU106C Hybrid 1.6T V6 | P     |
| 7  | Kimi Räikkönen    | Scuderia Ferrari              | Ferrari SF16-H         | Ferrari 059/5 1.6T V6          | P     |
| 8  | Romain Grosjean   | Haas F1 Team                  | Haas VF-16             | Ferrari 059/5 1.6T V6          | P     |
| 9  | Marcus Ericsson   | Sauber F1 Team                | Sauber C35             | Ferrari 059/5 1.6T V6          | P     |
| 11 | Sergio Pérez      | Sahara Force India F1 Team    | Force India VJM09      | Mercedes PU106C Hybrid 1.6T V6 | P     |
| 12 | Felipe Nasr       | Sauber F1 Team                | Sauber C35             | Ferrari 059/5 1.6T V6          | P     |
| 14 | Fernando Alonso   | McLaren Honda                 | McLaren MP4-31         | Honda RA616H 1.6T V6           | P     |
| 19 | Felipe Massa      | Williams Martini Racing       | Williams FW38          | Mercedes PU106C Hybrid 1.6T V6 | P     |
| 20 | Kevin Magnussen   | Renault Sport Formula 1 Team  | Renault R.S.16         | Renault RE16 1.6T V6           | P     |
| 21 | Esteban Gutiérrez | Haas F1 Team                  | Haas VF-16             | Ferrari 059/5 1.6T V6          | P     |
| 22 | Jenson Button     | McLaren Honda                 | McLaren MP4-31         | Honda RA616H 1.6T V6           | P     |
| 26 | Daniił Kwiat      | Scuderia Toro Rosso           | Toro Rosso STR11       | Ferrari 059/4 1.6T V6          | P     |
| 27 | Nico Hülkenberg   | Sahara Force India F1 Team    | Force India VJM09      | Mercedes PU106C Hybrid 1.6T V6 | P     |
| 30 | Jolyon Palmer     | Renault Sport Formula 1 Team  | Renault R.S.16         | Renault RE2016 1.6T V6         | P     |
| 31 | Esteban Ocon      | Manor Racing MRT              | Manor MRT05            | Mercedes PU106C Hybrid 1.6T V6 | P     |
| 33 | Max Verstappen    | Red Bull Racing               | Red Bull RB12          | TAG Heuer 1.6T V6              | P     |
| 44 | Lewis Hamilton    | Mercedes AMG Petronas F1 Team | Mercedes F1 W07 Hybrid | Mercedes PU106C Hybrid 1.6T V6 | P     |
| 55 | Carlos Sainz      | Scuderia Toro Rosso           | Toro Rosso STR11       | Ferrari 059/4 1.6T V6          | P     |
| 77 | Valtteri Bottas   | Williams Martini Racing       | Williams FW37          | Mercedes PU106C Hybrid 1.6T V6 | P     |
| 94 | Pascal Wehrlein   | Manor Racing MRT              | Manor MRT05            | Mercedes PU106C Hybrid 1.6T V6 | P     |
| Nr | Kierowca          | Zespół                        | Samochód               | Silnik                         | Opony |

## Wyniki

### Treningi
Źródło: Wyprzedź Mnie!
| Sesja | Nr | Kierowca       | Konstruktor        | Czas     | Okr. |
| ----- | -- | -------------- | ------------------ | -------- | ---- |
| 1     | 33 | Max Verstappen | Red Bull-TAG Heuer | 1:45,823 | 25   |
| 2     | 6  | Nico Rosberg   | Mercedes           | 1:44,152 | 34   |
| 3     | 6  | Nico Rosberg   | Mercedes           | 1:44,352 | 15   |

### Kwalifikacje
Źródło: Wyprzedź Mnie!
| Poz. | Nr | Kierowca          | Konstruktor          | Q1       | Q2       | Q3       | Poz. s. |
| --- | --- | ----------------- | -------------------- | -------- | -------- | -------- | ------- |
| 1 | 6 | Nico Rosberg      | Mercedes             | 1:45,316 | 1:43,020 | 1:42,584 | 1       |
| 2 | 3 | Daniel Ricciardo  | Red Bull-TAG Heuer   | 1:44,255 | 1:43,933 | 1:43,115 | 2       |
| 3 | 44 | Lewis Hamilton    | Mercedes             | 1:45,167 | 1:43,471 | 1:43,288 | 3       |
| 4 | 33 | Max Verstappen    | Red Bull-TAG Heuer   | 1:45,036 | 1:44,112 | 1:43,328 | 4       |
| 5 | 7 | Kimi Räikkönen    | Ferrari              | 1:44,964 | 1:44,159 | 1:43,540 | 5       |
| 6 | 55 | Carlos Sainz      | Toro Rosso-Ferrari   | 1:45,499 | 1:44,493 | 1:44,197 | 6       |
| 7 | 26 | Daniił Kwiat      | Toro Rosso-Ferrari   | 1:45,291 | 1:44,475 | 1:44,469 | 7       |
| 8 | 27 | Nico Hülkenberg   | Force India-Mercedes | 1:46,081 | 1:44,737 | 1:44,479 | 8       |
| 9 | 14 | Fernando Alonso   | McLaren-Honda        | 1:45,373 | 1:44,653 | 1:44,553 | 9       |
| 10 | 11 | Sergio Pérez      | Force India-Mercedes | 1:45,204 | 1:44,703 | 1:44,582 | 17      |
| 11 | 77 | Valtteri Bottas   | Williams-Mercedes    | 1:46,086 | 1:44,740 | –        | 10      |
| 12 | 19 | Felipe Massa      | Williams-Mercedes    | 1:46,056 | 1:44,991 | –        | 11      |
| 13 | 22 | Jenson Button     | McLaren-Honda        | 1:45,262 | 1:45,144 | –        | 12      |
| 14 | 21 | Esteban Gutiérrez | Haas-Ferrari         | 1:45,465 | 1:45,593 | –        | 13      |
| 15 | 8 | Romain Grosjean   | Haas-Ferrari         | 1:45,609 | 1:45,723 | –        | 19      |
| 16 | 9 | Marcus Ericsson   | Sauber-Ferrari       | 1:46,427 | 1:47,827 | –        | 14      |
| 17 | 20 | Kevin Magnussen   | Renault              | 1:46,825 | –        | –        | 15      |
| 18 | 12 | Felipe Nasr       | Sauber–Ferrari       | 1:46,860 | –        | –        | 16      |
| 19 | 30 | Jolyon Palmer     | Renault              | 1:46,960 | –        | –        | 18      |
| 20 | 94 | Pascal Wehrlein   | Manor-Mercedes       | 1:47,667 | –        | –        | 20      |
| 21 | 31 | Esteban Ocon      | Manor-Mercedes       | 1:48,296 | –        | –        | 21      |
| 22 | 5 | Sebastian Vettel  | Ferrari              | 1:49,116 | –        | –        | 22      |
| Poz. | Nr | Kierowca          | Konstruktor          | Q1       | Q2       | Q3       | Poz. s. |
| \| Legenda \| Legenda \| \| ------------------------ \| ---------------------------------------------------------------------------------------------------------------------------------------------------------------------------------------------------------------------------------------------------------------- \| \| Poz. Nr Q1 Q2 Q3 Poz. s. \| Pozycja zajęta w sesji kwalifikacyjnej Numer startowy kierowcy Wynik uzyskany w pierwszej części kwalifikacji Wynik uzyskany w drugiej części kwalifikacji Wynik uzyskany w trzeciej części kwalifikacji Pozycja startowa po uwzględnięniu kar, przesunięć, itp. \| | |                   |                      |          |          |          |         |
| Legenda | |                   |                      |          |          |          |         |
| Poz. Nr Q1 Q2 Q3 Poz. s. | Pozycja zajęta w sesji kwalifikacyjnej Numer startowy kierowcy Wynik uzyskany w pierwszej części kwalifikacji Wynik uzyskany w drugiej części kwalifikacji Wynik uzyskany w trzeciej części kwalifikacji Pozycja startowa po uwzględnięniu kar, przesunięć, itp. |                   |                      |          |          |          |         |

### Wyścig
Źródło: Wyprzedź Mnie!
| P                                                     | + / –     | Nr | Kierowca          | Konstruktor          | Okr. | Czas / Strata | Komentarz |
| ----------------------------------------------------- | --------- | -- | ----------------- | -------------------- | ---- | ------------- | --------- |
| 1                                                     | Bez zmian | 6  | Nico Rosberg      | Mercedes             | 61   | 1h55:48,950   |           |
| 2                                                     | Bez zmian | 3  | Daniel Ricciardo  | Red Bull-TAG Heuer   | 61   | +0:00,488     |           |
| 3                                                     | Bez zmian | 44 | Lewis Hamilton    | Mercedes             | 61   | +0:08,038     |           |
| 4                                                     | 1         | 7  | Kimi Räikkönen    | Ferrari              | 61   | +0:10,219     |           |
| 5                                                     | 17        | 5  | Sebastian Vettel  | Ferrari              | 61   | +0:27,694     |           |
| 6                                                     | 2         | 33 | Max Verstappen    | Red Bull-TAG Heuer   | 61   | +1:11,197     |           |
| 7                                                     | 2         | 14 | Fernando Alonso   | McLaren-Honda        | 61   | +1:29,198     |           |
| 8                                                     | 9         | 11 | Sergio Pérez      | Force India-Mercedes | 61   | +1:49,146     |           |
| 9                                                     | 2         | 26 | Daniił Kwiat      | Toro Rosso-Ferrari   | 61   | +1:49,867     |           |
| 10                                                    | 5         | 20 | Kevin Magnussen   | Renault              | 61   | +1:51,843     |           |
| 11                                                    | 2         | 21 | Esteban Gutiérrez | Haas-Ferrari         | 60   | +1 okr.       |           |
| 12                                                    | 1         | 19 | Felipe Massa      | Williams-Mercedes    | 60   | +1 okr.       |           |
| 13                                                    | 3         | 12 | Felipe Nasr       | Sauber-Ferrari       | 60   | +1 okr.       |           |
| 14                                                    | 8         | 55 | Carlos Sainz      | Toro Rosso-Ferrari   | 60   | +1 okr.       |           |
| 15                                                    | 3         | 30 | Jolyon Palmer     | Renault              | 60   | +1 okr.       |           |
| 16                                                    | 4         | 94 | Pascal Wehrlein   | Manor-Mercedes       | 60   | +1 okr.       |           |
| 17                                                    | 3         | 9  | Marcus Ericsson   | Sauber-Ferrari       | 60   | +1 okr.       |           |
| 18                                                    | 2         | 88 | Esteban Ocon      | Manor-Mercedes       | 59   | +2 okr.       |           |
| Niesklasyfikowani                                     |           |    |                   |                      |      |               |           |
|                                                       |           | 22 | Jenson Button     | McLaren-Honda        | 43   | hamulce       |           |
|                                                       |           | 77 | Valtteri Bottas   | Williams-Mercedes    | 35   | silnik        |           |
|                                                       |           | 27 | Nico Hülkenberg   | Force India-Mercedes | 0    | wypadek       |           |
| Nie wystartowali / niedopuszczeni do ponownego startu |           |    |                   |                      |      |               |           |
|                                                       |           | 8  | Romain Grosjean   | Haas-Ferrari         | 0    | hamulce       |           |
| P                                                     | + / –     | Nr | Kierowca          | Konstruktor          | Okr. | Czas / Strata | Komentarz |

### Najszybsze okrążenie
Źródło: Wyprzedź Mnie!
| Nr | Kierowca         | Konstruktor        | Czas     | Okr. |
| -- | ---------------- | ------------------ | -------- | ---- |
| 3  | Daniel Ricciardo | Red Bull-TAG Heuer | 1:47,187 | 49   |

## Prowadzenie w wyścigu
Źródło: Racing–Reference.info
| Nr                              | Kierowca       | Okrążenia          | Suma |
| ------------------------------- | -------------- | ------------------ | ---- |
| 6                               | Nico Rosberg   | 1-16, 17-33, 34-61 | 59   |
| 7                               | Kimi Räikkönen | 16-17              | 1    |
| 44                              | Lewis Hamilton | 33-34              | 1    |
| \| Wykres \| \| ------ \| \| \| |                |                    |      |
| Wykres                          |                |                    |      |
|                                 |                |                    |      |

## Klasyfikacja po zakończeniu wyścigu

### Kierowcy
| P  | +/− | Kierowca          | Starty | Punkty | P1 | P2 | P3 | PP | NO | NS |
| -- | --- | ----------------- | ------ | ------ | -- | -- | -- | -- | -- | -- |
| 1  | +1  | Nico Rosberg      | 15     | 273    | 8  | 1  | 1  | 7  | 5  | 1  |
| 2  | −1  | Lewis Hamilton    | 15     | 265    | 6  | 3  | 3  | 7  | 3  | 1  |
| 3  | 0   | Daniel Ricciardo  | 15     | 179    | –  | 4  | 1  | 1  | 3  | –  |
| 4  | 0   | Sebastian Vettel  | 14     | 153    | –  | 3  | 3  | –  | –  | 2  |
| 5  | 0   | Kimi Räikkönen    | 15     | 148    | –  | 2  | 2  | –  | 1  | 2  |
| 6  | 0   | Max Verstappen    | 15     | 129    | 1  | 2  | 1  | –  | –  | 2  |
| 7  | 0   | Valtteri Bottas   | 15     | 70     | –  | –  | 1  | –  | –  | 1  |
| 8  | 0   | Sergio Pérez      | 15     | 66     | –  | –  | 2  | –  | –  | –  |
| 9  | 0   | Nico Hülkenberg   | 15     | 46     | –  | –  | –  | –  | 1  | 3  |
| 10 | 0   | Felipe Massa      | 15     | 41     | –  | –  | –  | –  | –  | 2  |
| 11 | 0   | Fernando Alonso   | 14     | 36     | –  | –  | –  | –  | 1  | 3  |
| 12 | 0   | Carlos Sainz Jr.  | 15     | 30     | –  | –  | –  | –  | –  | 3  |
| 13 | 0   | Romain Grosjean   | 14     | 28     | –  | –  | –  | –  | –  | 2  |
| 14 | 0   | Daniił Kwiat      | 14     | 25     | –  | –  | 1  | –  | 1  | 4  |
| 15 | 0   | Jenson Button     | 15     | 17     | –  | –  | –  | –  | –  | 5  |
| 16 | 0   | Kevin Magnussen   | 15     | 7      | –  | –  | –  | –  | –  | 2  |
| 17 | 0   | Pascal Wehrlein   | 15     | 1      | –  | –  | –  | –  | –  | 4  |
| 18 | 0   | Stoffel Vandoorne | 1      | 1      | –  | –  | –  | –  | –  | –  |
| 19 | 0   | Esteban Gutiérrez | 15     | 0      | –  | –  | –  | –  | –  | 2  |
| 20 | 0   | Jolyon Palmer     | 14     | 0      | –  | –  | –  | –  | –  | 4  |
| 21 | 0   | Marcus Ericsson   | 15     | 0      | –  | –  | –  | –  | –  | 4  |
| 22 | 0   | Felipe Nasr       | 15     | 0      | –  | –  | –  | –  | –  | 3  |
| 23 | 0   | Rio Haryanto      | 12     | 0      | –  | –  | –  | –  | –  | 3  |
| 24 | 0   | Esteban Ocon      | 3      | 0      | –  | –  | –  | –  | –  | –  |
| P  | +/− | Kierowca          | Starty | Punkty | P1 | P2 | P3 | PP | NO | NS |

### Konstruktorzy
| P  | +/− | Konstruktor               | Starty | Punkty | P1 | P2 | P3 | PP | NO | NS |
| -- | --- | ------------------------- | ------ | ------ | -- | -- | -- | -- | -- | -- |
| 1  | 0   | Mercedes                  | 30     | 538    | 14 | 4  | 4  | 14 | 8  | 2  |
| 2  | 0   | Red Bull Racing TAG Heuer | 29     | 316    | 1  | 6  | 3  | 1  | 3  | 1  |
| 3  | 0   | Ferrari                   | 29     | 301    | –  | 5  | 5  | –  | 1  | 4  |
| 4  | +1  | Force India Mercedes      | 30     | 112    | –  | –  | 2  | –  | 1  | 3  |
| 5  | −1  | Williams Mercedes         | 30     | 111    | –  | –  | 1  | –  | –  | 3  |
| 6  | 0   | McLaren Honda             | 30     | 54     | –  | –  | –  | –  | 1  | 8  |
| 7  | 0   | Toro Rosso Ferrari        | 30     | 47     | –  | –  | –  | –  | 1  | 8  |
| 8  | 0   | Haas Ferrari              | 29     | 28     | –  | –  | –  | –  | –  | 4  |
| 9  | 0   | Renault                   | 29     | 7      | –  | –  | –  | –  | –  | 6  |
| 10 | 0   | MRT Mercedes              | 30     | 1      | –  | –  | –  | –  | –  | 7  |
| 11 | 0   | Sauber Ferrari            | 30     | 0      | –  | –  | –  | –  | –  | 7  |
| P  | +/− | Kierowca                  | Starty | Punkty | P1 | P2 | P3 | PP | NO | NS |